# Zsolt Szokol
Zsolt Szokol (Békéscsaba, 16 marzo 1990) è un calciatore ungherese, difensore del Sényő-Carnifex.

## Caratteristiche tecniche
Terzino destro o anche difensore centrale dal gran senso della posizione abile nel disimpegno e nell'uno contro uno.

## Carriera

### Club
Cresce con il Bekescsaba squadra della sua città natale, facendo tutta la trafila nelle giovanili fino ad arrivare nella prima squadra nella stagione 2008-09. Con il club bianco viola disputa una buona annata dimostrandosi uno dei giovani più interessanti al livello nazionale, attirandosi l'interesse di molti club esteri nonché della massima serie ungherese. Dopo 20 presenze ed una rete, il 26 febbraio 2010 viene acquistato dall'Újpest firmando un contratto quinquennale. Esordisce con la sua nuova squadra il 6 marzo nella partita casalinga vinta 4-1 sul Diosgyor valevole per il campionato restando in campo per tutti i 90 minuti, debuttando così nella massima serie all'età di 19 anni. Con il club dell'omonimo distretto di Budapest resta tre stagioni e mezzo collezionando 69 presenze in prima squadra e 24 con un gol nella squadra riserve. Dalla stagione 2014-15 si accasa al Nyíregyháza in seconda serie magiara.

### Nazionale
Tra il 2006 e il 2007 ha fatto parte dell'Under-17 scendendo in campo in 9 occasioni e segnando due reti, nel 2010 viene convocato dall'Under-21 con cui gioca tra l'altro alcune partite di qualificazione all'europeo di categoria, divenendo uno dei punti fermi della difesa raccogliendo 12 presenze.

## Statistiche

### Presenze e reti nei club
Statistiche aggiornate al 30 maggio 2017.
| Stagione              | Squadra               | Campionato            | Campionato | Campionato | Coppe nazionali | Coppe nazionali | Coppe nazionali | Coppe continentali | Coppe continentali | Coppe continentali | Altre coppe | Altre coppe | Altre coppe | Totale | Totale |
| Stagione              | Squadra               | Comp                  | Pres       | Reti       | Comp            | Pres            | Reti            | Comp               | Pres               | Reti               | Comp        | Pres        | Reti        | Pres   | Reti   |
| --------------------- | --------------------- | --------------------- | ---------- | ---------- | --------------- | --------------- | --------------- | ------------------ | ------------------ | ------------------ | ----------- | ----------- | ----------- | ------ | ------ |
| 2008-2009             | Békéscsaba            | NBII                  | 6          | 0          | MK              | 2               | 0               | -                  | -                  | -                  | -           | -           | -           | 8      | 0      |
| 2009-feb. 2010        | Békéscsaba            | NBII                  | 14         | 1          | MK              | 4               | 0               | -                  | -                  | -                  | -           | -           | -           | 18     | 1      |
| Totale Békéscsaba     | Totale Békéscsaba     | Totale Békéscsaba     | 20         | 1          |                 | 6               | 0               |                    | -                  | -                  |             | -           | -           | 26     | 1      |
| feb.-giu. 2010        | Újpest                | NBI                   | 12         | 0          | MK+MLK          | 2+1             | 0+0             | UEL                | -                  | -                  | -           | -           | -           | 15     | 0      |
| 2010-2011             | Újpest                | NBI                   | 29         | 0          | MK+MLK          | 5+2             | 0+0             | -                  | -                  | -                  | -           | -           | -           | 36     | 0      |
| 2011-2012             | Újpest                | NBI                   | 15         | 0          | MK+MLK          | 4+1             | 0+0             | -                  | -                  | -                  | -           | -           | -           | 20     | 0      |
| 2012-2013             | Újpest                | NBI                   | 0          | 0          | MK+MLK          | 0+2             | 0+0             | -                  | -                  | -                  | -           | -           | -           | 2      | 0      |
| Totale Újpest         | Totale Újpest         | Totale Újpest         | 56         | 0          |                 | 17              | 0               |                    | -                  | -                  |             | -           | -           | 73     | 0      |
| 2012-2013             | Ujpest II             | NBII                  | 24         | 1          | MK              | 0               | 0               | -                  | -                  | -                  | -           | -           | -           | 24     | 1      |
| 2013-2014             | Nyíregyháza           | NBII                  | 23         | 0          | MK+MLK          | 2+4             | 0+0             | -                  | -                  | -                  | -           | -           | -           | 29     | 0      |
| 2014-2015             | Nyíregyháza           | NBI                   | 22         | 1          | MK+MLK          | 1+8             | 0+0             | -                  | -                  | -                  | -           | -           | -           | 31     | 1      |
| 2015-2016             | Nyíregyháza           | NBIII                 | 31         | 2          | MK              | 4               | 1               | -                  | -                  | -                  | -           | -           | -           | 35     | 3      |
| 2016-2017             | Nyíregyháza           | NBII                  | 27         | 0          | MK              | 1               | 0               | -                  | -                  | -                  | -           | -           | -           | 28     | 0      |
| 2017-2018             | Nyíregyháza           | NBII                  | 8          | 0          | MK              | 0               | 0               | -                  | -                  | -                  | -           | -           | -           | 8      | 0      |
| 2018-mar. 2019        | Vasas                 | NBII                  | 5          | 0          | MK              | 1               | 0               | -                  | -                  | -                  | -           | -           | -           | 6      | 0      |
| mar.-giu. 2019        | United Zurigo         | 1L                    | 12         | 0          | CS              | 1               | 0               | -                  | -                  | -                  | -           | -           | -           | 13     | 0      |
| 2019-2020             | Sényő-Carnifex        | NBIII                 | 17         | 1          | MK              | 1               | 0               | -                  | -                  | -                  | -           | -           | -           | 18     | 1      |
| 2020-gen. 2021        | Sényő-Carnifex        | NBIII                 | 19         | 2          | MK              | 1               | 0               | -                  | -                  | -                  | -           | -           | -           | 20     | 2      |
| gen.-giu. 2021        | Nyíregyháza           | NBII                  | 15         | 1          | MK              | -               | -               | -                  | -                  | -                  | -           | -           | -           | 7      | 1      |
| 2021-2022             | Nyíregyháza           | NBII                  | 30         | 1          | MK              | 1               | 0               | -                  | -                  | -                  | -           | -           | -           | 31     | 1      |
| 2022-2023             | Nyíregyháza           | NBII                  | 28         | 0          | MK              | 2               | 0               | -                  | -                  | -                  | -           | -           | -           | 30     | 0      |
| Totale Nyíregyháza    | Totale Nyíregyháza    | Totale Nyíregyháza    | 184        | 5          |                 | 24              | 1               |                    | -                  | -                  |             | -           | -           | 158    | 6      |
| 2023-2024             | Sényő-Carnifex        | NBIII                 | 12         | 1          | MK              | 2               | 0               | -                  | -                  | -                  | -           | -           | -           | 14     | 1      |
| Totale Sényő-Carnifex | Totale Sényő-Carnifex | Totale Sényő-Carnifex | 48         | 4          |                 | 4               | 0               |                    | -                  | -                  |             | -           | -           | 52     | 4      |
| Totale carriera       | Totale carriera       | Totale carriera       | 349        | 11         |                 | 53              | 1               |                    | -                  | -                  |             | -           | -           | 402    | 12     |

## Palmarès

### Club

#### Competizioni nazionali
- Nemzeti Bajnokság II: 1

Nyíregyháza: 2013-2014
- Nemzeti Bajnokság III: 1

Nyíregyháza: 2015-2016